# Tai Kang
Tai Kang (太康) fut le troisième roi de la dynastie Xia. Il déplaça la capitale à Zhenxun (斟鄩). Il régna de -2188 à -2159.
Son frère Zhong Kang lui succéda.